# Зугдідський тролейбус
Зугдідський троле́йбус (груз. ზუგდიდის ტროლეიბუსი) — закрита тролейбусна система в грузинському місті Зугдіді, що існувала з 1986 по 2009 роки.

## Історія
25 лютого 1986 року було відкрито тролейбусний рух в місті Зугдіді. З початку відкриття системи діяло 2 маршрути. Маршрут № 1 з'єднав між собою індустріальні райони Зугдіді (порцеляновий завод, вул. Чіковані, вул. Барамія і далі до Інгурського целюлозно-бужажного комбінату), маршрут № 2 перетинав все місто і мав одну кінцеву — на вулиці Барамія, далі проходив повз Зугдідського ботанічного саду, футбольного стадіону, міської лікарні, виходив на автомагістраль Тбілісі — Сенакі, здійснював коло біля міського цвинтаря і повертався до центра міста вулицею Костянтина Гамсахурдіа.
Система досягла піку розвитку у 1991 році, коли в місті курсувало 16 тролейбусів, а загальна довжина обох маршрутів становила 22,5 км.
Тролейбусне депо знаходилося на вулиці Чіковані. Рухомим складом були тролейбуси ЗіУ-682ГО, ЗіУ-682 (передані з Афін) та Škoda 14Tr02, Škoda 14Tr11/6 (надійшли з Тбілісі після закриття столичної тролейбусної системи). Вартість проїзду в тролейбусі складала 0,10 ларі, а тролейбус був вельми популярним громадським транспортом серед місцевого населення.
Система сильно постраждала через громадянську війну в Грузії. Тоді було знищено депо, кілька тролейбусів, але протяжність маршрутів не скорочувалася. У 1992—1994 роках тролейбусний рух було припинено, а відновлено лише  у 1995 році.
1992 року маршрут № 2 було ліквідовано через те, що промисловість в Зугдіді прийшла до цілковитого занепаду і перевезення пасажирів на цьому маршруті не було рентабельно. Замість нього був призначений новий маршрут № 2 (Лікарня — Інгурський ЦПК), що діяв з 1992 року до червня 2009 року, коли міська мерія ухвалила рішення про закриття тролейбусної системи міста. Кілька тролейбусів було викуплено їх колишніми водіями і розташовувалися у дворах їхніх будинків. Решта тролейбусів були здані на металобрухт, тролейбусне депо було знесено, а на його місці споруджено дитячий ігровий майданчик. На момент закриття тролейбусної системи в Зугдіді єдиним, що залишився, був маршрут № 2 і мав протяжність 5,5 км і на ньому працювало лише 8 тролейбусів.
Тролейбус в Зугдіді пропрацював 23 роки. У червні 2009 року тролейбусний рух було остаточно закрито.

## Маршрути
| Перелік тролейбусних маршрутів м. Зугдіді | Перелік тролейбусних маршрутів м. Зугдіді | Перелік тролейбусних маршрутів м. Зугдіді | Перелік тролейбусних маршрутів м. Зугдіді |
| №                                         | Початковий пункт                          | Кінцевий пункт                            | Роки курсування                           |
| ----------------------------------------- | ----------------------------------------- | ----------------------------------------- | ----------------------------------------- |
| 1                                         | Депо                                      | Жовтнева                                  | 1986—1992                                 |
| 2                                         | Жовтнева                                  | Порцеляновий завод                        | 1988—1992                                 |
| 2                                         | Лікарня                                   | Інгурський ЦПК                            | 1992—2009                                 |

## Рухомий склад
В місті Зугдіді експлуатувалися такі типи моделей тролейбусів.
| Рухомий склад                 | Рухомий склад     |
| Тип моделі                    | Роки експлуатації |
| ----------------------------- | ----------------- |
| Škoda 14Tr02/6 Škoda 14Tr11/6 | 1988—2000         |
| ЗіУ-682В                      | 1986—2009         |
| ЗіУ-682В-012 [В0О]            | 1990—2000-ні      |
| ЗіУ-682УГ                     | 2000-ні           |